# Mietilegatrice

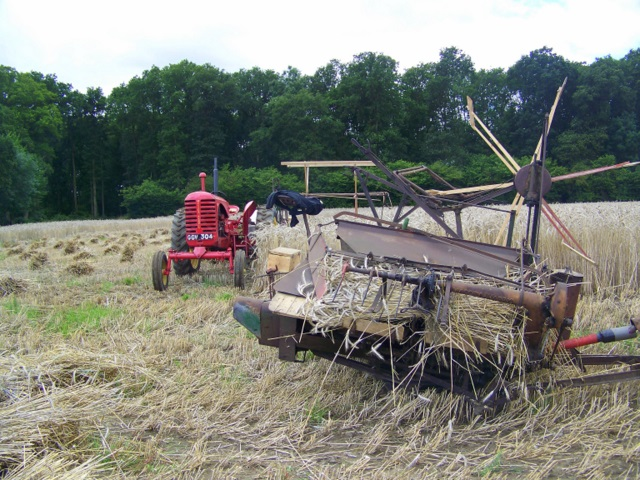
Mietilegatrice, Bottlesford - geograph.org.uk - 1428289

La mietilegatrice è una macchina per mietere e legare cereali come grano e avena, ormai sorpassata da macchine più moderne ed efficienti come la mietitrebbiatrice.
La mietilegatrice di tipo classico può essere sia a trazione animale, ed in questo caso i vari organi derivano il moto da una ruota portante, oppure trainate da una trattrice, in questo caso ci sono anche  macchine azionate dalla presa di potenza.
La macchina e costituita da una parte per mietere simile a quella delle falciatrici, con spigoli di taglio dentellati, le dimensioni più comuni: 
- trazione animale 1.52 e 1.83, raramente 1.22 m;
- trazione meccanica sino a 2.13 e 2.44, raramente 3.05;

L'interasse dei coltelli varia tra 76.2 e 79.8 mm. La trasmissione del moto della sega avviene, con un collegamento a catena, una coppia di ingranaggi conici e un meccanismo biella e manovella a spinta deviata. La velocità media della sega in una corsa deve essere ≥ 1.4 m/s. 
L'aspo che convoglia le piante alle lame ha generalmente 6 traverse, può spostarsi orizzontalmente per adattarsi all'inclinazione delle piante e verticalmente per adattarsi all'altezza delle piante stesse. La velocità periferica dell'aspo ≈1.6 volte la velocità di avanzamento della mietilegatrice.